# 仙元誠三
仙元誠三（日语：／ Sengen Seizo，1938年7月23日—2020年3月1日），日本攝影指導。日本映畫撮影監督協會赞助会员。

## 生平
1938年生于京都府。同志社大學肄业。青年时代爱好棒球运动，参加过阪神虎入队考试。1958年8月进入松竹公司工作。曾任松竹京都摄影所摄影助手。1967年成为自由职业者。1969年担任电影《新宿小偷日记》攝影指導，成为职业摄影师。2014年获文化廳电影功劳奖。2015年11月开始在山形县東置賜郡川西町居住。2020年3月1日逝世，终年81岁。

## 主要摄影作品

### 电影
| 年份   | 电影名称                   |
| ------ | -------------------------- |
| 1969年 | 《新宿小偷日记》           |
| 1971年 | 《抛掉书本上街去》         |
| 1978年 | 《北狐物语》               |
| 1978年 | 《最危险的游戏》           |
| 1978年 | 《杀人游戏》               |
| 1979年 | 《处刑游戏》               |
| 1979年 | 《复苏的金狼》             |
| 1979年 | 《白昼的死角》             |
| 1980年 | 《野兽之死》               |
| 1982年 | 《野兽刑事》               |
| 1982年 | 《被玷污的英雄》           |
| 1983年 | 《里見八犬傳》             |
| 1983年 | 《偵探物語》               |
| 1984年 | 《愛情物語》               |
| 1984年 | 《W的悲劇》                |
| 1985年 | 《早春物語》               |
| 1986年 | 《相聚一刻》               |
| 1987年 | 《恋人们的时刻》           |
| 1988年 | 《有你在的愛情故事》       |
| 1989年 | 《愛與平成之色男》         |
| 1989年 | 《八音盒》                 |
| 1989年 | 《朱丽叶游戏》             |
| 1990年 | 《混账东西3!奇怪的家伙们》 |
| 1991年 | 《福泽谕吉》               |
| 1991年 | 《极道战争 武斗派》        |
| 1992年 | 《继承杯》                 |
| 1992年 | 《红与黑的热情》           |
| 2009年 | 《微笑警察》               |
| 2010年 | 《偶然路過的街》           |

### 电视剧
- 危險刑警（NTV）
- 白虎隊（EX）

## 获奖情况
| 年份   | 奖项名称                       | 作品                           | 获奖情况 |
| ------ | ------------------------------ | ------------------------------ | -------- |
| 1980年 | 第1届横滨电影节技术奖（摄影）  | 《复苏的金狼》《白昼的死角》   | 獲獎     |
| 1990年 | 第13屆日本電影學院獎优秀摄影奖 | 《爱与平成之色男》《八音盒》等 | 獲獎     |

## 脚注
1. ↑  . 日本映画撮影監督協会. 2017-05-20  [2018-04-02]. （原始内容存档于2018-09-01）.
2. ↑  . デイリースポーツ. 2017-03-04  [2017-03-05]. （原始内容存档于2020-08-04）.
3. ↑  . 文化廳. 2014-09-12  [2015-03-19]. （原始内容存档于2015-04-02）.
4. ↑  . アニメ！アニメ！ (イード). 2014-10-01  [2015-03-19]. （原始内容存档于2018-07-06）.
5. ↑  . はっぴぃたーんず東沢. 2016-05-31  [2018-05-25]. （原始内容存档于2018-05-25）.
6. ↑  . 朝日新闻. 2020-03-06  [2020-03-12]. （原始内容存档于2020-08-26）.